# 甲西町 (滋賀県)
甲西町（こうせいちょう）は、かつて滋賀県甲賀郡に存在した町。廃止当時、滋賀県内の町で最も人口が多かった。
滋賀県の東南部、大阪市と名古屋市の中間に位置しており、旧東海道の水口宿と石部宿に挟まれた町である。元はのどかな田園地帯であったが、名神高速道路の開通などにより内陸工業地帯として発展し、甲賀郡の経済・産業の中枢都市となった。町の北に岩根山、南に阿星山があり、中央部を野洲川が東西に流れる。野洲川沿いの平地部には国道1号とJR草津線が通り、市街地が形成されている。

## 地理
- 北に十二坊（標高405.1m）をはじめとする岩根山系、南に阿星山（標高693m）等の阿星山系を控え、町域中部を野洲川が西流する。
  - 山:岩根山・阿星山
  - 河川:野洲川
- 町土の半分以上は山林である[4]。

### 人口
- 1955年4月10日の合併当時は8,314人であったが、その後は工業団地と宅地の造成により人口が増加して、1986年4月には3万人、1995年5月には4万人を越え、町発足当時より約5倍になっている[4][6]。

| 年                        | 調査名         | 人口     |
| ------------------------- | -------------- | -------- |
| 1955年（昭和30年）10月1日 | 第8回国勢調査  | 8,489人  |
| 1960年（昭和35年）10月1日 | 第9回国勢調査  | 10,364人 |
| 1965年（昭和40年）10月1日 | 第10回国勢調査 | 11,134人 |
| 1970年（昭和45年）10月1日 | 第11回国勢調査 | 12,269人 |
| 1975年（昭和50年）10月1日 | 第12回国勢調査 | 17,747人 |
| 1980年（昭和55年）10月1日 | 第13回国勢調査 | 24,024人 |
| 1985年（昭和60年）10月1日 | 第14回国勢調査 | 29,527人 |
| 1990年（平成2年）10月1日  | 第15回国勢調査 | 35,203人 |
| 1995年（平成7年）10月1日  | 第16回国勢調査 | 39,588人 |
| 2000年（平成12年）10月1日 | 第17回国勢調査 | 41,358人 |

人口の変遷
- 1973年12月 - 人口が15,000人を突破する[6]。
- 1977年8月 - 人口が20,000人を突破する[6]。
- 1981年8月 - 人口が25,000人を突破する[6]。
- 1986年4月 -人口が30,000人を突破する[6]。
- 1990年5月 - 人口が35,000人を突破する[6]。
- 1995年5月 - 人口が40,000人を突破する[6]。

### 面積・広袤
- 57.16㎢[2][5]。
- 東西の長さが9km、南北長さが12kmである[5]。

### 隣接自治体
- 甲賀郡石部町・水口町・信楽町
- 野洲郡野洲町
- 蒲生郡竜王町

## 歴史
- 1955年（昭和30年）
  - 4月10日 - 岩根村・三雲村が合併して甲賀郡甲西町が発足[5][6][7][8]。
  - 10月1日 - 「西」を図案化した町章を制定[1][8][9]。
- 1958年（昭和33年）10月1日 - 下田村を編入[5][6][7][8]。
- 1959年（昭和34年）8月 - 下田支所を下田出張所に改称[7]。
- 1960年（昭和35年）12月 - 小学校で学校給食が始まる[6]。
- 1964年（昭和39年）4月12日 - 名神高速道路が開通[6][7][8]。
- 1978年（昭和53年）10月 - 役場を新築[6]。
- 1980年（昭和55年）
  - 3月3日 - 草津線が電化[8]。
  - 4月1日 - 甲西町立菩提寺小学校が開校[7]。
  - 10月1日 - 町民憲章を制定[1][6][9]。
- 1981年（昭和56年）
  - 10月 - 昭和天皇が行幸[6][7]。
  - 10月1日 - 甲西駅が開業[5][8]。
- 1984年（昭和59年）4月 - 甲西町立三雲東小学校が開校[7]。
- 1985年（昭和60年）8月 - 滋賀県立甲西高等学校が第67回全国高等学校野球選手権大会に初出場し、翌年も出場[6][7]。
- 1987年（昭和62年）4月 - 甲西町立甲西北中学校が開校[7]。
- 1988年（昭和63年）4月 - 菩提寺出張所を開設[6]。
- 1989年（平成元年）
  - 4月 - 甲西町さつき共同作業所が開所[7]。
  - 6月 - 甲西町立図書館（現:湖南市立甲西図書館）が完成[6][8]。
- 1990年（平成2年）6月22日 - ゆとり創造宣言・交通安全宣言を議決[1][6][9]。
- 1991年（平成3年）9月25日 - 平和都市宣言を議決[1][6][9]。
- 1992年（平成4年）9月24日 - 生涯学習都市宣言を議決[1][6][9]。
- 1994年（平成6年）9月22日 - 人権尊重の町宣言を議決[1][6][9]
- 1995年（平成7年） - 甲西大橋が開通[8]。
- 1996年（平成8年）2月 - 岩根出張所を開設[6]。
- 1999年（平成11年）
  - 4月 - 柑子袋出張所を開設[7]。
  - 5月 - 野洲川親水公園が完成[7]。
  - 6月 - 甲西勤労者総合福祉センターが完成[7]。
- 2001年（平成13年）4月 - 水戸出張所を開設[6]。
- 2004年（平成16年）
  - 2月27日 - 甲西文化ホールで石部町と合併協定調印式を開催[10]。
  - 10月1日 - 石部町と合併して湖南市が発足。同日甲西町廃止[6][8]。

### 町名
甲賀郡の西部に位置したことに由来。

## 地域

### 大字
- 三雲・岩根・菩提寺・水戸・下田の5地区に分けられる[5]。
- 湖南市新設後は甲西町と付けず大字から始まる。

| 郵便番号 | 大字名     |
| -------- | ---------- |
| 520-3251 | 朝国       |
| 520-3252 | 岩根       |
| 520-3254 | 岩根中央   |
| 520-3214 | 梅影町     |
| 520-3213 | 大池町     |
| 520-3241 | 北山台     |
| 520-3233 | 柑子袋     |
| 520-3212 | 小砂町     |
| 520-3201 | 下田       |
| 520-3253 | 正福寺     |
| 520-3211 | 高松町     |
| 520-3234 | 中央       |
| 520-3223 | 夏見       |
| 520-3202 | 西峰町     |
| 520-3231 | 針         |
| 520-3203 | 日枝町     |
| 520-3232 | 平松       |
| 520-3235 | 平松北     |
| 520-3242 | 菩提寺     |
| 520-3243 | 菩提寺新町 |
| 520-3221 | 三雲       |
| 520-3215 | 水戸町     |
| 520-3222 | 吉永       |
| 520-3216 | 若竹町     |

#### 大字の変遷
- 1995年2月 - 岩根中央を岩根から分割する[6]。

## 行政
なお、山梨県にかつて存在した甲西町（現・南アルプス市）は「こうさいまち」と読む。

### 役所
- 甲西町役場[6] - 現在は湖南市役所東庁舎となっている。
- 甲西町役場菩提寺出張所[6][7]
- 甲西町役場水戸出張所[6][7]
- 甲西町役場岩根出張所[6][7]
- 甲西町役場下田出張所[7] - 旧甲西町役場下田支所
- 甲西町役場柑子袋出張所[7]

## 施設
警察・消防
町内にはないが、水口町にある水口警察署・甲賀広域行政組合が当町を管轄していた。
文化施設
- 甲西町立図書館[6]
- 甲西文化ホール
- 甲西共同福祉施設[6]

郵便局
- 甲西郵便局

公園
- 森北公園[5]

## 経済
特産品として近江米がある。
- 平和堂甲西店・同甲西中央店・同フレンドマート菩提寺店
- 岩根工業団地[5][6]
- 湖南工業団地[5][8]

## 姉妹都市
- セント・ジョンズ市（英語版）（アメリカ合衆国・ミシガン州）

## 教育

### 高等学校
- 滋賀県立甲西高等学校

### 中学校
- 甲西町立甲西中学校
- 甲西町立甲西北中学校
- 甲西町立日枝中学校

### 小学校
- 甲西町立三雲小学校
- 甲西町立三雲東小学校
- 甲西町立岩根小学校
- 甲西町立菩提寺小学校
- 甲西町立菩提寺北小学校
- 甲西町立下田小学校
- 甲西町立水戸小学校

### 廃止された学校
- 甲西町立三雲小学校平松分校 - 1964年3月廃止[6][7]
- 甲西町立三雲小学校三雲分校 - 1964年3月廃止[6][7]

## 交通

### 鉄道
- 西日本旅客鉄道（JR西日本）草津線
  - 三雲駅 - 甲西駅

### バス
- ふれあいバス[12] -町内を巡回するバスであり、菩提寺・下田・南・温泉4路線がある[12]。

### 道路

#### 高速道路
名神高速道路が通過している。
- 菩提寺パーキングエリア

#### 国道
- 国道1号
- 国道1号栗東水口道路
- 国道477号
- 旧東海道

#### 県道
- 滋賀県道・三重県道4号草津伊賀線
- 滋賀県道13号彦根八日市甲西線
- 滋賀県道22号竜王石部線
- 滋賀県道27号野洲甲西線
- 滋賀県道53号牧甲西線
- 滋賀県道165号春日竜王線

## 娯楽
- 下田映画劇場 - 映画館

## 名所・観光
- 善水寺
- 甲西町伝統工芸会館
- 十二坊温泉